# Nathan De Sousa
Nathan De Sousa, né le 21 février 2003 à Saint-Quentin, est un joueur français de basket-ball. Il évolue au poste de meneur.

## En sélection nationale
- Champion d'Europe U20 en 2023 en Grèce.
- Vice-champion d'Europe U16 en 2019 en Italie.